# 米井力也
米井 力也（こめい りきや、1955年2月25日 - 2008年10月26日）は、日本の比較文学者、元大阪大学教授。
京都大学文学部卒、同大学院博士課程単位取得満期退学、金蘭短期大学助教授、大阪外国語大学助教授、2001年「キリシタンの文学」で京都大学博士（文学）。教授昇進後、2007年合併により大阪大学文学研究科比較文学専攻教授。2008年10月26日、咽頭癌のため死去。同講座教授内藤高に続いての死去だった。没後遺稿がまとめられ刊行された。

## 著書
- キリシタンの文学 殉教をうながす声 平凡社選書 1998.9
- キリシタンと翻訳 ― 異文化接触の十字路　平凡社、2009